# Альянс (футбольный клуб)
Футбольный клуб «Альянс» — профессиональный футбольный клуб из пгт Липовая Долина Сумской области, основан в 2016 году. Выступает в Первой лиге Украины. Домашние матчи проводит на стадионе «Юбилейный» в г. Сумы.

## История
Липоводолинский «Альянс» был основан в 2016 году. Свой первый матч команда провела 21 мая 2016 в рамках первенства Сумской области против «Лебединца» из Лебедина. В итоге «Альянс» взял золотые медали первенства, обойдя краснопольский «Явор» и ФК «Тростянец». В 2017 году команда принимала участие в высшей лиге чемпионата Сумской области. Первый розыгрыш «Альянс» закончил на 3 месте, а годом позже стал чемпионом.
В 2018 году «Альянс» заявился на Чемпионат Украины среди любителей. В своей группе новичок занял 3 место, пропустив вперед «Викторию» из Николаевки и «ЛНЗ-Лебедин», а в 1/4 уступил будущему чемпиону и своему сопернику по группе во Второй лиге «ВПК-Агро».
2019 год выдался особо урожайным на события для команды. Несмотря на вылет в плей-офф чемпионата Украины среди любителей, команда стала обладателем кубка имени Геннадия Свирского и суперкубка Сумской области, а летом этого года клуб получил профессиональный статус и будет выступать во Второй лиге. В чемпионате «Альянс» закончил сезон на третьем месте группы «Б» с минимальным отставанием от лидеров, переиграв в стыковых матчах запорожский «Металлург» и поднявшись в Первую лигу. В первом розыгрыше национального кубка новичок остановился в двух шагах от финала, уступив на стадии четвертьфинала премьерлиговому ФК «Мариуполь» со счетом 2:4.
В сезоне 2020/21 команда выступает в Первой лиге, но вот достижение в кубке по крайней мере повторить не удалось, «Альянс» вылетел на стадии 1/32 финала от ровненского «Вереса» со счётом 0:3, потерпев крупнейшее поражение на профессиональном уровне.
В начале 2022 года владельцем клуба стал президент «Виктории» из Николаевки Сергей Бондаренко, однако из-за начавшегося в том же году вторжения в Украину российских войск, оба клуба приостановили свои выступления в чемпионате Украины

## Достижения
- Первенство Сумской области:
  - Чемпион: 2016
- Чемпионат Сумской области:
  - Чемпион: 2018
  - Бронзовый призёр: 2017
- Суперкубок Сумской области
  - Обладатель: 2019
- Кубок имени Геннадия Свирского
  - Обладатель: 2019
- Кубок Украины:
  - 1/4 финала: 2019/20